# We Are X
We Are X é um filme documentário sobre a banda japonesa X Japan e o co-fundador, pianista, tecladista e baterista Yoshiki, lançado em 2016 e dirigido por Stephen Kijak.